# ستيف وودن
ستيف وودن (بالإنجليزية: Steve Wooddin) ، من مواليد 16 يناير 1955، لاعب كرة قدم نيوزلندي سابق.
لعب مع منتخب نيوزلندا لكرة القدم.

## روابط خارجية
- ستيف وودن على موقع الاتحاد الدولي (مؤرشف)  (الإنجليزية)
- ستيف وودن على موقع قاعدة بيانات كرة القدم.إي يو (الإنجليزية)
- ستيف وودن على موقع ناشيونال فوتبول تيمز (الإنجليزية)